# Női szenior 400 méteres síkfutás a 2015-ös atlétikai világbajnokságon
A 2015-ös atlétikai világbajnokságon a női masters 400 méteres futása versenyszámának selejtezőit és döntőjét a Pekingi Nemzeti Stadionban rendezték. A győztes Sarah Louise Read Cayton lett.

## Eredmény
| #  | Versenyző                 | Ország             | Idő     |
| -- | ------------------------- | ------------------ | ------- |
|    | Sarah Louise Read Cayton  | Egyesült Királyság | 1:00,05 |
|    | Virginia Corinne Mitchell | Egyesült Királyság | 1:00,81 |
|    | Elizabeth Gail Wilson     | Új-Zéland          | 1:02,54 |
| 4. | Julie Anne Forster        | Ausztrália         | 1:02,86 |
| 5. | Renee Henderson           | Egyesült Államok   | 1:03,88 |
| 6. | Gianna Mogentale          | Ausztrália         | 1:04,96 |
| 7. | Yukiko Usui               | Japán              | 1:05,34 |
| 8. | Mayka Emmi Garoglio       | Argentína          | 1:06,10 |
| 9. | Guo Xiuju                 | Kína               | 1:10,51 |